# 냉정과 열정 사이
냉정과 열정 사이(일본어: 冷静と情熱のあいだ, れいせいとじょうねつのあいだ 레이세이토 조네쓰노 아이다[*], 이탈리아어: Calmi Cuori Appassionati)는 1999년에 출판 된 쓰지 히토나리와 에쿠니 가오리의 연애 소설이자 이 소설을 원작으로 제작되어 2001년에 일본 국내에서 개봉하였고, 노무현 정부가 추진한 대한민국의 일본 대중문화 개방화 정책의 일환으로, 2003년 하반기에 개봉한 바 있다.

## 소설
이 소설은 월간지에 에쿠니 가오리가 이야기를 쓰고, 다음 간행 때 쓰지 히토나리가 이어 쓰는, 교대 연재 방식으로 연재되었다. (게재지는 1997년부터 1998년까지 '월간 가도카와', 1998년부터 1999년까지 'feature'). 같은 사건을 에쿠니는 아오이의 시선으로, 쓰지는 아가타 준세이의 시선으로 그렸다. 소설 완결 후 에쿠니 파트는 빨간 표지의 Rosso(로쏘)로, 쓰지 파트는 파란 표지의 Blu(블루)로 묶어 단행본 세트로 발매되었다. 이 소설은 당시 50만 부를 넘는 베스트 셀러가 되었다.

## 영화

두오모와 피렌체 거리

아가타 준세이를 다케노우치 유타카가, 아오이를 진혜림이 연기하였다.
일본, 이탈리아 피렌체, 밀라노 등지 등 해외 로케이션 촬영 방식으로 이루어졌다.

### 줄거리
대학 졸업 후, 그림 수복가(修復家)가 되기 위해 이탈리아 피렌체 공방에서 수복을 배우고 있는 아가타 준세이는 같은 피렌체에 사는 일본인 여자 친구 메미에게 열렬한 사랑을 받는 등, 겉으로 보면 결점하나 없는 순탄한 인생을 살아왔다. 그러나 그의 마음 속에는 항상 공허함이 자리잡고 있다. 학창 시절을 모두 일본에서 보낸 홍콩 유학생 아오이를 잊을 수 없기 때문이다.
어느 날, 준세이는 피렌체를 찾은 친구 다카시에게서 아오이가 같은 이탈리아 땅, 멀지 않은 밀라노에 있다는 소식을 듣는다. 다카시가 가르쳐 준대로 밀라노를 찾아가지만, 미국인 비지니스맨과 살고있는 아오이. 전혀 다른 인생을 살아가고 있다는 것을 알게 된 준세이는 일본으로 도망친다.
준세이의 머리 속에는, "내 서른 번째 생일에, 피렌체 두오모 큐폴라에서 만나자. 약속."이라는 학창시절 아오이의 말이 항상 맴돌고 있다. 그러나 10년 전 약속을 아오이가 기억하리라고 생각하지는 않는다. 게다가 아오이가 아직까지 준세이를 좋아할 리는 없으니...
어느 날 공방 동창에게서 이탈리아의 은사가 자살했다는 연락이 오고, 장례식에 참석하기 위해 다시 피렌체로 향했을 때 옛 친구 다카나시의 권유로 다시 피렌체에서 살기로 하는 준세이. 그리고 메미에게 이별을 고한다.
전과 다름 없는 이탈리아에서의 시간이 흐르고, 드디어 그 날이 왔다. 준세이는 천천히 큐폴라를 향해 두오모의 계단을 오른다. 하지만 아오이의 모습은 보이지 않고, 두오모 폐관 시간이 점점 다가오고 있다.

### 등장 인물
- 아가타 준세이 / 阿形順正 - 다케노우치 유타카
- 아오이 / あおい - 진혜림
- 마브 / マーヴ - 왕민덕
- 다카시 / 崇 - 유스케 산타마리아
- 메미 / 芽実 - 시노하라 료코
- 다카나시 / 高梨 - 시이나 깃페이
- 세이지 / 清治 - 마쓰무라 다쓰오
- 세이가 / 清雅 - 오와타 신야
- 마미 / 麻美 - 히로타 레오나
- 변호사 - 시오미 산세이
- 중고 레코드가게 점원 - 안자이 하지메

### 제작진
- 원작 - 에쿠니 가오리, 츠지 히토나리
- 프로듀스 - 오타 도오루
- 감독 - 나카에 이사무
- 각본 - 미즈하시 후미에
- 촬영 - 쓰다 도요시
- 조명 - 가와이 미노루
- 음악 - 엔야
- 주제가 - Wild Child (엔야)
- 음악 프로듀서 - 요시마타 료
- 제작 - 미야우치 마사키, 에가와 신야, 다카이 히데유키
- 조감독 - 가네시게 아쓰시
- 기획 - 이시마루 쇼이치로, 오카와 히로시, 시마타니 요시시게
- 프로듀서 - 우스이 히데쓰구, 와다쿠라 가즈토시
- 제작협력 - 시네바자르
- 자막 - 고마야 다쿠
- 제작 - 후지 텔레비전, 가도카와 쇼텐, 도호

### EBS판 제작진 (2023년 2월 18일)
- 프로듀서 - 권혁미
- 번역 - 박지연
- 감수 - 김동수
- CG - 조운경
- 편집 - 김정수
- 우리말 연출 - 강민화
- 기획 - EBS
- 우리말 제작 - 벼리기획